# Nzhdeh, Syunik
Njdeh là một đô thị thuộc tỉnh Syunik, Armenia. Dân số ước tính năm 2011 là 125 người.